# تهام (كيسم)
تهام (بالفارسية: تهام) هي قرية تقع في إيران في غيلان. يقدر عدد سكانها بـ 150 نسمة بحسب إحصاء 2016.